# Pierantonio Volpini
Pierantonio Volpini (Buenos Aires, 19 settembre 1955) è uno scultore italiano.

## Biografia
Vive a Bergamo dal 1982. Proviene da studi tecnici e dall'Accademia di Belle Arti di Brera, allievo di Davide Boriani, Fernando De Filippi, Raffaele de Grada. 
Fondatore della galleria "Progetto Volpini" negli anni '80 con la scultrice giapponese Oki Izumi e della rivista d'arte Progetto Volpini Magazine con il giornalista e critico teatrale Felice Cappa. 
Partecipa a diverse mostre tra cui la XLII Biennale di Venezia (padiglione "Arte e Biologia"), XVII TRIENNALE DI MILANO, mostra "Dalla Tartaruga all'Arcobaleno. Forme oggetti rhodoid".. Partecipa alla ricerca nel design, collaborando alla realizzazione insieme a Prospero Rasulo della Poltrona di Proust di Alessandro Mendini; ha collaborato con lo Studio Alchimia alla realizzazione di numerosi progetti fra i quali la "Galleria del Copismo" ideata da Andrea Branzi, o il Decor-use con Alessandro Mendini.

## Opere
Le sue opere sono a:
- Torino, "Archivio di Stato di Torino#Sezioni Riunite" Cariatidi nella sala consultazione.
- Napoli, "Il Caruso" bassorilievi ispirati alle Centauromachie.
- Fano "Chiesa di Don Orione"  Statua del Santo nella cappella.
- Castiglione Olona, Museo della plastica
- Bergamo, Museo Cividini ex zecca.
- Bergamo, Comando Provinciale Carabinieri Bergamo "Statua Equestre di Bartolomeo Colleoni"
- Bergamo, Facciata Palazzo Engel bassorilievo "Una , libera, indipendente, repubblicana".
- Bergamo, Castello di San Vigilio, Casa del Capitano, Installazione "Dai che ce la fai"
- Zogno, Museo della Valle, Fondazione Polli Stoppani scultura in bronzo "Prego di qua"
- Bergamo, Patronato San Vincenzo Centro META, Installazione “Idee in Volo” in ricordo di Don Giuseppe Vavassori (Don Bepo)